# Walhalla (Donaustauf)
Het Walhalla is een neoclassicistische eretempel op een hoog terras bij Donaustauf nabij de Beierse stad Regensburg. Deze Tempel Deutscher Ehren werd tussen 1830 en 1842 gebouwd in opdracht van koning Ludwig I van Beieren en is voorzien van bustes en plaquettes van belangrijke staatslieden, militairen, wetenschappers en kunstenaars die Ludwig vanuit zijn pangermanisme definieerde als Duits.
Het door Leo von Klenze ontworpen gebouw is genoemd naar het Walhalla uit de Germaanse mythologie. Als architectonisch voorbeeld gold het Parthenon in Athene.
Het gebouw is eigendom van de Vrijstaat Beieren, die ook beslist over nieuwe toevoegingen aan de beeldengalerij. Anno 2022 staan er 132 bustes en 65 plaquettes: de laatste dateren alle uit de begintijd en zijn voor personen van wie geen betrouwbare afbeelding is overgeleverd.
Sommige personen in het Walhalla zouden door een moderne blik niet als Duits zouden worden gezien, zoals Nederlanders, Vlamingen, Goten, Vandalen, Angelsaksen, Franken, Russen of geromaniseerde Germanen. Personen verbonden met Nederland en België zijn Willem van Oranje, Prins Maurits, stadhouder Willem III, de humanist Erasmus, de rechtsgeleerde Hugo de Groot, de natuurwetenschapper Herman Boerhaave, de zeevaarders Michiel de Ruyter en Maarten Harpertszoon Tromp en de schilders Antoon van Dyck, Jan van Eyck, Hans Memling, Frans Snyders en Peter Paul Rubens. Beroemde Duitsers zijn onder andere Albert Einstein, Maarten Luther, Albrecht Dürer, Sophie Scholl, Käthe Kollwitz en Max Planck. Oorspronkelijk waren tsarina Catharina de Grote en keizerin Maria Theresia van Oostenrijk de enige vrouwen in Walhalla. 

## Voetnoten
1. ↑  (en) Bouwers, Eveline (2011). Public Pantheons in Revolutionary Europe. Palgrave Macmillan, p. 204. ISBN 978-0230360983.